# Wybrzeże Kości Słoniowej na Letnich Igrzyskach Paraolimpijskich 2004
Wybrzeże Kości Słoniowej na Letnich Igrzyskach Paraolimpijskich 2004 w Atenach reprezentowało dwóch mężczyzn, startujących w lekkoatletyce i podnoszeniu ciężarów. Był to trzeci występ reprezentacji Wybrzeża Kości Słoniowej na igrzyskach paraolimpijskich (poprzednie miały miejsce w 1996 i 2000). 

## Wyniki

### Lekkoatletyka
Mężczyźni
| Zawodnik   | Konkurencja            | Eliminacje | Eliminacje | Finał    | Finał   | Źródło |
| Zawodnik   | Konkurencja            | Rezultat   | Miejsce    | Rezultat | Miejsce | Źródło |
| ---------- | ---------------------- | ---------- | ---------- | -------- | ------- | ------ |
| Oumar Kone | bieg na 400 metrów T46 | 52,11      | 2          | 50,72    | 4       | [ 2 ]  |
| Oumar Kone | bieg na 800 metrów T46 | 2:04,12    | 3          | 1:59,78  | 6       | [ 3 ]  |

### Podnoszenie ciężarów
| Zawodnik         | Kategoria | Wynik    | Pozycja | Źródło |
| ---------------- | --------- | -------- | ------- | ------ |
| Alidou Diamotene | –48 kg    | 130,0 kg | 7       | [ 4 ]  |